# Neoantistea mulaiki
Neoantistea mulaiki là một loài nhện trong họ Hahniidae.
Loài này thuộc chi Neoantistea. Neoantistea mulaiki được Willis J. Gertsch miêu tả năm 1946.